# Cyanea horrida
Cyanea horrida är en klockväxtart som först beskrevs av Joseph Rock, och fick sitt nu gällande namn av Otto Degener och Edward Yataro Hosaka. Cyanea horrida ingår i släktet Cyanea, och familjen klockväxter. Inga underarter finns listade i Catalogue of Life.